# Stanislav Exner
Stanislav Exner   (Radoszyce, 19 de maig de 1859 - Varsòvia, 28 de novembre de 1934) va ser un músic, pianista i educador musical polonès-rus. Va ser el fundador de l'Escola de Música Saratov (ara Saratov Regional College of Art) - 1895, i el Conservatori Saratov - 1912.

## Biografia
De 1875 a 1878, Echsner va estudiar al Conservatori de Leipzig com a pianista, on va tenir com a professor a Johannes Weidenbach. Després es va traslladar a Sant Petersburg i es va graduar al Conservatori de Sant Petersburg el 1883 amb el primer premi. De 1883 a 1921 va viure i treballar a Saratov, primer com a cap de classes de música de la Societat Imperial Russa musical, i després de 1912-1914 com a primer director del Conservatori Saratov. El creixement de l'educació musical a Saratov va ser en gran part el resultat del seu treball. A més del treball educatiu i organitzatiu que va posar en concerts, va continuar actuant com a pianista i més tard com a director d'orquestra. El 1909 va celebrar 25 anys d'activitat artística a la ciutat. Va ser guardonat amb el títol de Ciutadà Honorari de Saratov el 1914.
El 1921 Echsner va deixar Rússia. Va morir a Varsòvia el 1934 després d'una llarga malaltia, i va ser enterrat al cementiri de Powazki.
Els estudiants més notables inclouen Apolinary Szeluto.